# 仙翁庙
仙翁庙，位于山西省晋城市高平市城西北8公里的伯方村，是中华人民共和国全国重点文物保护单位之一。
1986年8月18日，公布为山西省文物保护单位，编号2-103。2013年5月公布为全国重点文物保护单位，是一座古建筑及历史纪念建筑物。